# Yamhill
Yamhill ist eine Kleinstadt und liegt im nördlichen Teil des Yamhill County, Oregon, USA. Im Zentrum von Yamhill kreuzen sich die Oregon Route 47 und die Oregon Route 240. Das U.S. Census Bureau hat bei der Volkszählung 2020 eine Einwohnerzahl von 1.147 ermittelt. Gegründet wurde die Gemeinde am 20. Februar 1891 unter dem ursprünglichen Namen North Yamhill durch die gesetzgebende Versammlung Oregons.

## Söhne und Töchter des Ortes
- Jeri Ellsworth (* 1974), Computer-Chip-Designerin